# Markus Welz
Markus Welz (* 22. Juli 1976 in Ingolstadt) ist ein ehemaliger deutscher Eishockeyspieler, der im Laufe seiner Karriere hauptsächlich beim EV Landshut  in der 2. Eishockey-Bundesliga unter Vertrag stand. Er spielte auf der Position des rechten Flügelstürmers.

## Karriere
Markus Welz begann seine Eishockeyausbildung in der Nachwuchsabteilung des EV Landshut und stand im Alter von 17 Jahren bereits im Aufgebot des Landshuter Junioren-Teams, das in der Junioren-Bundesliga antrat. In der Folgesaison 1994/1995 war er zwar nochmals im Kader der Junioren-Mannschaft, lief in dieser Spielzeit jedoch erstmals auch für den TSV Erding in der 1. Liga Süd auf. Im folgenden Jahr war er für die ganze Spielzeit in Erding aktiv, dabei erzielte er 49 Scorerpunkte.
Zur Saison 1996/97 wechselte Welz zu den Nürnberg Ice Tigers in die Deutsche Eishockey Liga. In seiner zweiten Spielzeit in der höchsten deutschen Liga kam er jedoch nur noch auf elf Einsätze, bevor er wieder nach Erding wechselte. Hier verbrachte er auch die Saison 1999/2000, bevor er einen Vertrag beim Zweitligisten ERC Ingolstadt unterschrieb. Dort feierte er im Folgejahr den Gewinn der Zweitligameisterschaft 2001. Zur Spielzeit 2001/02 wechselte er zum Ligakonkurrenten Grizzly Adams Wolfsburg.
Schon nach einem Jahr in Wolfsburg wurde er für die Spielzeit 2002/03 von den Landshut Cannibals verpflichtet. In seiner ersten Saison an der Isar erreichte Welz 33 Scorerpunkte und empfahl sich damit für eine Vertragsverlängerung. Auch in den folgenden Spielzeiten konnte er mit seinen Leistungen überzeugen und wurde allmählich zum Stammspieler der Cannibals.  Bei personellen Problemen in der Defensive – wie zum Beispiel in der 2008/09 – wurde Welz auch als Verteidiger eingesetzt.

## Karrierestatistik
| 1994/95              | TSV Erding              | 1.L                  | 29  | 6   | 2   | 8   | 10  | –   | –  | –  | –  | –  |
| 1995/96              | TSV Erding              | 1.L                  | 50  | 20  | 29  | 49  | 16  | –   | –  | –  | –  | –  |
| 1996/97              | Nürnberg Ice Tigers     | DEL                  | 43  | 7   | 5   | 12  | 20  | –   | –  | –  | –  | –  |
| 1997/98              | Nürnberg Ice Tigers     | DEL                  | 11  | 1   | 0   | 1   | 6   | –   | –  | –  | –  | –  |
| 1997/98              | TSV Erding              | 1.L                  | 33  | 5   | 5   | 10  | 6   | –   | –  | –  | –  | –  |
| 1998/99              | TSV Erding              | 1.L                  | 54  | 14  | 17  | 31  | 27  | –   | –  | –  | –  | –  |
| 1999/2000            | ERC Ingolstadt          | 2.BL                 | 59  | 9   | 21  | 30  | 24  | –   | –  | –  | –  | –  |
| 2000/01              | ERC Ingolstadt          | 2.BL                 | 56  | 9   | 9   | 18  | 30  | –   | –  | –  | –  | –  |
| 2001/02              | Grizzly Adams Wolfsburg | 2.BL                 | 57  | 7   | 22  | 29  | 26  | –   | –  | –  | –  | –  |
| 2002/03              | Landshut Cannibals      | 2.BL                 | 55  | 10  | 23  | 33  | 28  | 9   | 1  | 3  | 4  | 4  |
| 2003/04              | Landshut Cannibals      | 2.BL                 | 46  | 16  | 12  | 28  | 20  | 13  | 6  | 4  | 10 | 2  |
| 2004/05              | Landshut Cannibals      | 2.BL                 | 51  | 11  | 15  | 26  | 22  | 5   | 1  | 5  | 6  | 2  |
| 2005/06              | Landshut Cannibals      | 2.BL                 | 50  | 8   | 17  | 25  | 32  | 7   | 4  | 1  | 5  | 0  |
| 2006/07              | Landshut Cannibals      | 2.BL                 | 52  | 15  | 12  | 27  | 40  | 8   | 2  | 1  | 3  | 2  |
| 2007/08              | Landshut Cannibals      | 2.BL                 | 50  | 6   | 11  | 17  | 61  | 13  | 1  | 4  | 5  | 4  |
| 2008/09              | Landshut Cannibals      | 2.BL                 | 47  | 3   | 17  | 20  | 32  | 6   | 4  | 2  | 6  | 4  |
| 2009/10              | Landshut Cannibals      | 2.BL                 | 50  | 10  | 14  | 24  | 28  | 6   | 0  | 2  | 2  | 2  |
| 2010/11              | Landshut Cannibals      | 2.BL                 | 44  | 3   | 9   | 12  | 26  | 6   | 0  | 2  | 2  | 0  |
| 2011/12              | Landshut Cannibals      | 2.BL                 | 40  | 12  | 14  | 26  | 16  | 14  | 1  | 9  | 10 | 8  |
| 2012/13              | Landshut Cannibals      | 2.BL                 | 43  | 8   | 7   | 15  | 20  | 6   | 1  | 1  | 2  | 2  |
| DEL gesamt           | DEL gesamt              | DEL gesamt           | 52  | 8   | 5   | 13  | 28  | 9   | 0  | 0  | 0  | 14 |
| 2. Bundesliga gesamt | 2. Bundesliga gesamt    | 2. Bundesliga gesamt | 883 | 186 | 270 | 456 | 470 | 110 | 22 | 34 | 56 | 36 |

(Legende zur Spielerstatistik: Sp oder GP = absolvierte Spiele; T oder G = erzielte Tore; V oder A = erzielte Assists; Pkt oder Pts = erzielte Scorerpunkte; SM oder PIM = erhaltene Strafminuten; +/− = Plus/Minus-Bilanz; PP = erzielte Überzahltore; SH = erzielte Unterzahltore; GW = erzielte Siegtore; 1 Play-downs/Relegation; Kursiv: Statistik nicht vollständig)